# Promanota formosana
Promanota formosana är en tvåvingeart som beskrevs av Papp 2004. Promanota formosana ingår i släktet Promanota och familjen svampmyggor.
Artens utbredningsområde är Taiwan. Inga underarter finns listade i Catalogue of Life.